# Campeonato Mundial de Judo de 1985
El XVI Campeonato Mundial de Judo se celebró en Seúl (Corea del Sur) entre el 26 y el 29 de septiembre de 1985 bajo la organización de la Federación Internacional de Judo (IJF) y la Federación Surcoreana de Judo. 

## Medallistas

### Masculino
| Evento            | Oro                           | Plata                        | Bronce                                                   |
| ----------------- | ----------------------------- | ---------------------------- | -------------------------------------------------------- |
| –60 kg            | Shinji Hosokawa Japón         | Peter Jupke RFA              | Tamás Bujkó · Hungría · Jazret Tletseri · URSS           |
| –65 kg            | Yuri Sokolov URSS             | Lee Kyung-Keun Corea del Sur | Stephen Gawthorpe Reino Unido Yoshiyuki Matsuoka Japón   |
| –71 kg            | Ahn Byeong-Keun Corea del Sur | Mike Swain Estados Unidos    | Wiesław Błach · Polonia · Steffen Stranz · RFA           |
| –78 kg            | Nobutoshi Hikage Japón        | Torsten Öhmigen RDA          | Neil Adams Reino Unido Vladimir Shestakov URSS           |
| –86 kg            | Peter Seisenbacher · Austria  | Gueorgui Petrov Bulgaria     | Fabien Canu Francia Vitali Pesniak URSS                  |
| –95 kg            | Hitoshi Sugai Japón           | Ha Hyung-Joo Corea del Sur   | Günther Neureuther · RFA · Robert Van de Walle · Bélgica |
| +95 kg            | Cho Yong-Chul Corea del Sur   | Hitoshi Saito Japón          | Grigori Verichev URSS Dimitar Zaprianov Bulgaria         |
| Categoría abierta | Yoshimi Masaki Japón          | Mohamed Ali Rashwan · Egipto | Jabil Biktashev · URSS · Willy Wilhelm · Países Bajos    |

## Medallero
| Núm. | País           | Oro | Plata | Bronce | Total |
| ---- | -------------- | --- | ----- | ------ | ----- |
| 1    | Japón          | 4   | 1     | 1      | 6     |
| 2    | Corea del Sur  | 2   | 2     | 0      | 4     |
| 3    | URSS           | 1   | 0     | 5      | 6     |
| 4    | Austria        | 1   | 0     | 0      | 1     |
| 5    | RFA            | 0   | 1     | 2      | 3     |
| 6    | Bulgaria       | 0   | 1     | 1      | 1     |
| 7    | RDA            | 0   | 1     | 0      | 1     |
| 7    | Egipto         | 0   | 1     | 0      | 1     |
| 7    | Estados Unidos | 0   | 1     | 0      | 1     |
| 10   | Reino Unido    | 0   | 0     | 2      | 2     |
| 11   | Bélgica        | 0   | 0     | 1      | 1     |
| 11   | Francia        | 0   | 0     | 1      | 1     |
| 11   | Hungría        | 0   | 0     | 1      | 1     |
| 11   | Países Bajos   | 0   | 0     | 1      | 1     |
| 11   | Polonia        | 0   | 0     | 1      | 1     |
|      | TOTAL          | 8   | 8     | 16     | 32    |